# Richard Kern
Richard Kern (* 1954 in Roanoke Rapids, North Carolina) ist ein US-amerikanischer Underground-Regisseur und Fotograf aus New York.

## Leben und Werk
Richard Kern schloss 1977 sein Studium an der University of North Carolina at Chapel Hill mit dem Bachelor of Fine Arts ab.
In den 1980er Jahren erlangte er erstmals größere Bekanntheit als Teil der blühenden Undergroundkultur des New Yorker East Village. Kern drehte diverse Filme experimentellen und erotischen Inhalts (z. B. The Right Side of My Brain und Fingered), in denen zahlreiche Szenegrößen und Musiker wie Lydia Lunch oder Henry Rollins mitwirkten. So entstand etwa Mitte der 1980er Jahre auch das erste Musikvideo von Sonic Youth Death Valley '69, dem später weitere Arbeiten für Bands wie King Missile und Marilyn Manson folgten. Wie bei vielen Künstlern im Dunstkreis von Kern, kreist sein Werk um die Themen Sex, Gewalt und BDSM. Kern war einer der Hauptakteure des so genannten Cinema of Transgression.
In den 1990er Jahren konzentrierte sich Kern fast ausschließlich auf die Fotografie. Nachhaltig bekannt wurde er mit seinem Fotoband New York Girls, der Fotomodels in einen Zusammenhang mit Bondage und sexuellen Fetischismus setzt.

## Filmografie
- 1985: You Killed Me First
- 1985: Woman at the Wheel
- 1985: Thrust in Me
- 1985: Submit to Me
- 1985: Stray Dogs
- 1985: The Right Side of My Brain
- 1985: Manhattan Love Suicides
- 1985: I Hate You Now
- 1986: King of Sex
- 1986: Goodbye 42nd Street
- 1986: Fingered
- 1987: Submit to Me Now
- 1990: X Is Y
- 1990: Pierce
- 1990: Money Love
- 1990: The Evil Cameraman
- 1991: Tumble
- 1991: Nazi
- 1991: Horoscope
- 1992: Sewing Circle
- 1992: The Bitches
- 1993: My Nightmare
- 2004: Corporate Ghost

## Musikvideos
- 1986: Death Valley '69 von Sonic Youth (zusammen mit Judith Barry)
- 1993: Detachable Penis von King Missile
- 1993: Room 429 von Cop Shoot Cop
- 1993: Divine Hammer von The Breeders (zusammen mit Kim Gordon)
- 1993: Body Bomb von Unsane
- 1994: Love Is von King Missile
- 1994: Lunchbox von Marilyn Manson
- 2012: Wiped Out von Off!
- 2013: Lover's Cave von Is Tropical

## Bildbände
- 1995: New York Girls
- 1997: xxgirls
- 2000: Model Release
- 2001: xxmodels
- 2002: Kern Noir
- 2004: Soft
- 2007: Action
- 2007: Digital Kern
- 2008: Looker
- 2013: Shot by Kern